# Xavier Madruga
João Vieira Xavier Madruga (Santíssima Trindade, Lajes do Pico, 1 de junho de 1883 — Lajes do Pico, 30 de março de 1971), mais conhecido por padre Xavier Madruga, foi um presbítero português que se distinguiu como jornalista e publicista, com longa participação no jornalismo católico açoriano.

## Biografia
Nasceu na vila das Lajes do Pico, na costa sul da ilha do Pico, tendo aí concluído o ensino primário. Seguidamente ingressou no Seminário Episcopal de Angra, em Angra do Heroísmo, onde em 1903 concluiu o curso de Teologia e em 1905 foi ordenado presbítero.
A partir de 1903 foi prefeito e professor de Português do Seminário onde se formara, funções que exerceu até 1911, ano em que o seminário suspendeu a sua actividade em resultado dos conflitos que se seguiram à implantação da República Portuguesa e à aplicação da Lei de Separação do Estado e da Igreja. Perante os incidentes entre o clero, as autoridades civis e o povo, os professores do seminário foram dispersos, sendo Xavier Madruga colocado nesse ano de 1911 como pároco na Vila do Topo, na ilha de São Jorge.
Permaneceu em São Jorge até 1927, ano em que foi colocado como pároco na Candelária, na ilha do Pico. A partir de  1936 abandonou a actividade paroquial e fixou-se nas Lajes do Pico como sacerdote manente. Entre 1946 e 1948 residiu em New Bedford, Massachusetts, onde teve importante acção no revigoramento do jornalismo em língua portuguesa. 
Paralelamente à sua actividade como pároco, dedicou-se desde muito cedo ao jornalismo, tendo colaboração ininterrupta em jornais pelo menos desde 1904. Colaborou nos periódicos Peregrino de Lurdes, Correio dos Açores e A Verdade, que se publicavam em Angra do Heroísmo, no Correio dos Açores, de Ponta Delgada, e no Diário de Notícias, de New Bedford. Contudo, a sua maior contribuição para o jornalismo católico foi a fundação, em 1917, de O Dever que inicialmente no Topo, depois na Candelária e finalmente nas Lajes do Pico editou e dirigiu até 1970. Neste periódico deixou extensa colaboração. Publicou algumas monografias, na sua maior parte colectâneas de crónicas aparecidas em periódicos.
A 24 de julho de 1967 foi agraciado com o grau de Comendador da Ordem de Benemerência. É lembrado na toponímia da vila das Lajes do Pico, onde a rua onde viveu tem o seu nome.

## Obras publicadas
Para além de uma vasta obra, incluindo crónicas sobre múltiplos temas, é autor das seguintes monografias:
- (1930) Dos Açores a Roma, Lajes do Pico (crónicas de uma viagem peregrina, em 1925, extraídas do jornal O Dever, prefaciadas por D. José da Costa Nunes, seu amigo de infância).
- (1949) Magnificat, Lajes do Pico.
- (1955) Até ao Danúbio : Jornada de fé e cultura. Angra do Heroísmo, União Gráfica Angrense (crónicas de uma viagem a Budapeste realizada em 1938, publicadas pelos jornais A Voz, de Lisboa, e O Dever, das Lajes do Pico).